# Cappella di San Bartolomeo (Königssee)
La cappella di San Bartolomeo (in lingua tedesca St. Bartholomä)
è un santuario sito sull'omonima penisola (circa 85 ha) del Königssee, lago della Baviera, detta anche penisola di Hirschau.

## Storia
Antesignano dell'attuale santuario fu una modesta cappella eretta nella medesima località nel XII secolo, dotata di cupola appuntita,  e consacrata nel 1134 come Basilica Chunigesee. Nel 1522 un breve pontificio l'autorizzò ad essere sede di acquisizione d'indulgenze.
Nel 1697 e 1698 venne distrutta ed un'altra eretta al suo posto. Ulteriori migliorie furono introdotte nel XVIII secolo per disposizione del principe-prevosto di Berchtesgaden Cajetan Anton Notthafft von Weißenstein.
Il re di Baviera Ludovico II fece restaurare a sue spese l'allora pericolante cappella, che venne quindi riconsacrata il 25 luglio 1868.
L'allora Gemeindefreies Gebiet di San Bartolomeo e il vicino casino di caccia, venne considerato un'exclave dell'area amministrativa del Königssee e nel 1978 fu incorporato nel territorio comunale di Schönau am Königssee

## Descrizione

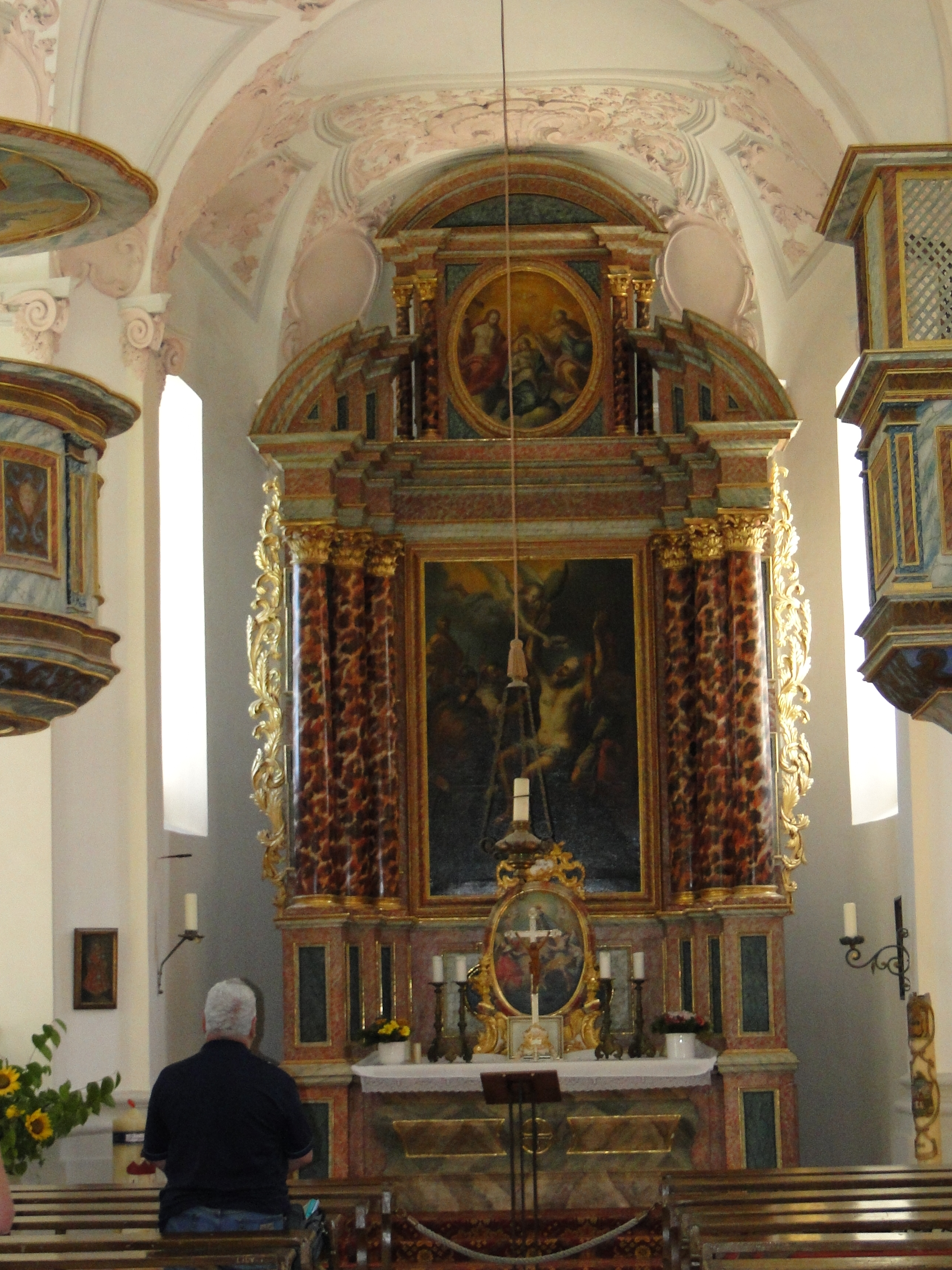
Altar maggiore della cappella di San Bartolomeo sull'omonima penisola del Koenigssee

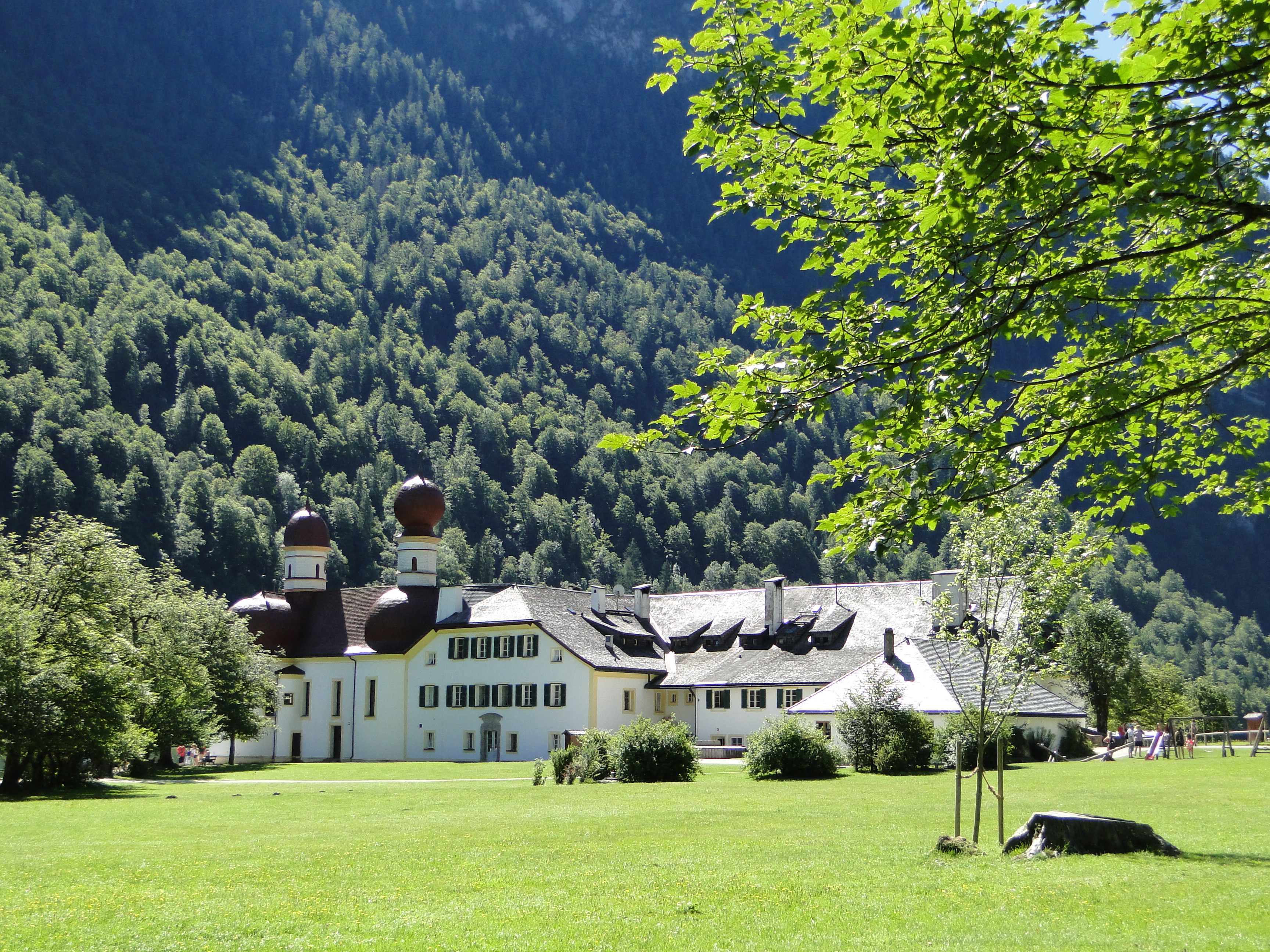
Complesso edificato comprendente la cappella di San Bartolomeo e il casino di caccia

La penisola può essere raggiunta agevolmente solo attraverso la navigazione sul lago; il percorso via terra è molto lungo ed accidentato e implica un cammino faticoso sulla zona alpina.
La cappella, nella sua ultima versione, è in stile barocco. Essa ha una pianta che, nel suo piccolo, rimanda alla cattedrale di Strasburgo. Il coro è a tre conche, ricoperte ciascuna da cupole emisferiche di colore rosso vivo, così come le due torri, quella che sovrasta la crociera, appuntita, e quella campanaria, presentano la parte del culmine anch'essa di color rosso. Le finestrature e le porte di accesso sono bordate di color nocciola chiaro. L'interno è mononavata, decorato con stucchi dell'artista salisburghese Josef Schmidt. Gli altari, ciascuno in una propria conca, sono dedicati rispettivamente a san Bartolomeo, santa Caterina di Alessandria e san Giacomo.

## Pellegrinaggi
Ogni anno, il giorno di San Bartolomeo (24 agosto), la cappella è meta di pellegrinaggio. Si tratta di uno dei più antichi luoghi di pellegrinaggio d'Europa, le cui origini sono certamente antecedenti al XVII secolo. Esso s'intensificò dopo che il giorno 23 agosto 1688 più di 70 pellegrini, che cercavano di raggiungere la cappella per via d'acqua, annegarono. Nel 2006 più di 2000 pellegrini raggiunsero con una marcia il santuario, partendo dal paese austriaco di Maria Alm, passando per il rifugio alpino di Riemanhaus del Deutscher Alpenverein (Il Club alpino tedesco) a quota 2177 m s.l.m., sulle Alpi di Berchtesgaden,

## Altri edifici
La cappella fa parte di un edificio complesso che è costituito, oltre a quello religioso, anche di un annesso casino di caccia, ricavato negli anni dal 1506 al 1522, da un capanno per pescatori risalente al XIV secolo. L'edificio fu adibito, fino al 1803, a casa destinata ad ospitare saltuariamente il prevosto di Berchtesgaden. Dopo il 1810 divenne casino di caccia per i Wittelsbach. Oggi è stato trasformato in albergo. Vi sono inoltre un esercizio commerciale per i turisti (vendita di souvenir, cartoline, ecc.) e un ufficio informazioni sul Parco naturale.

## Galleria d'immagini

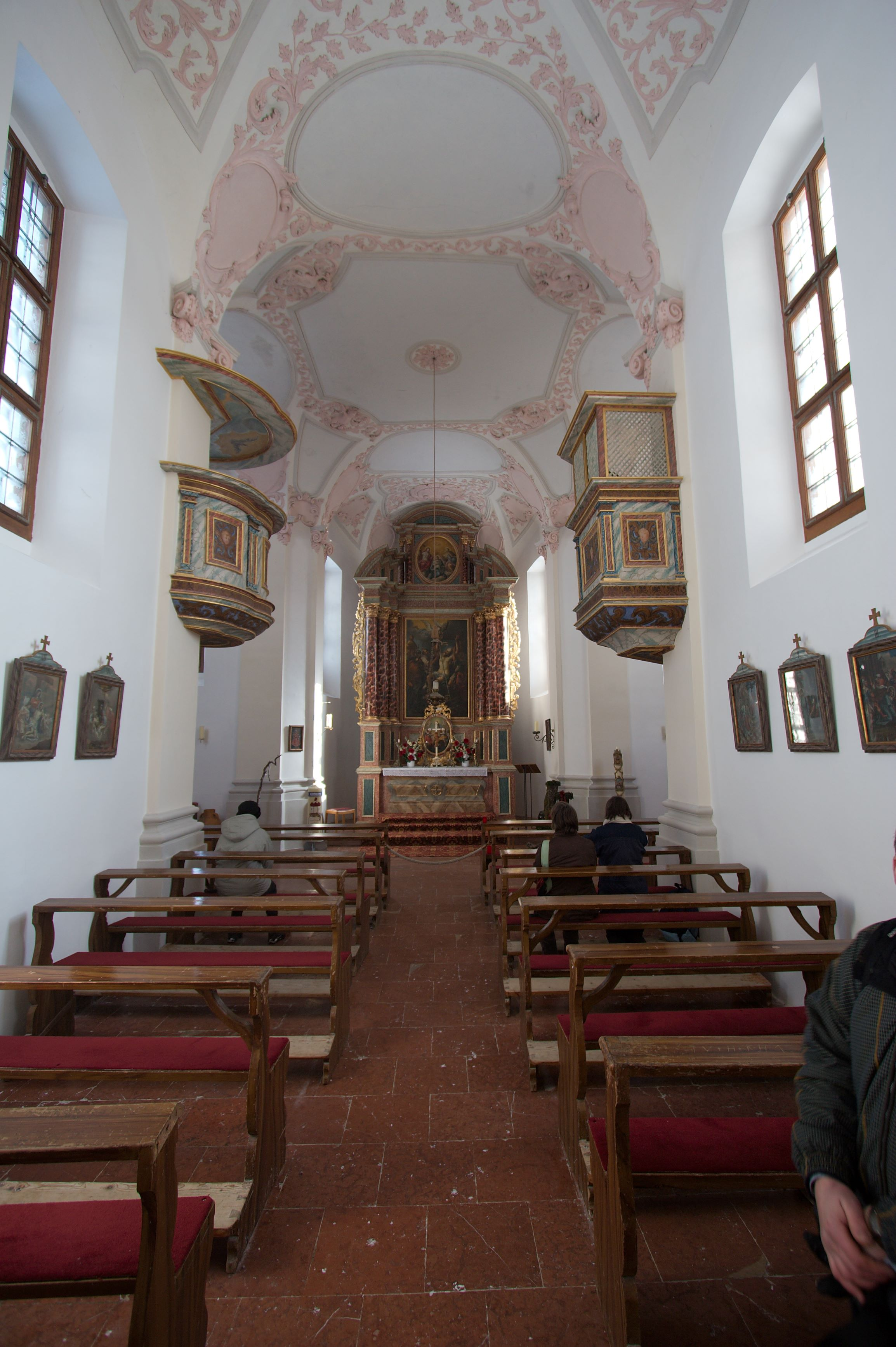
La navata
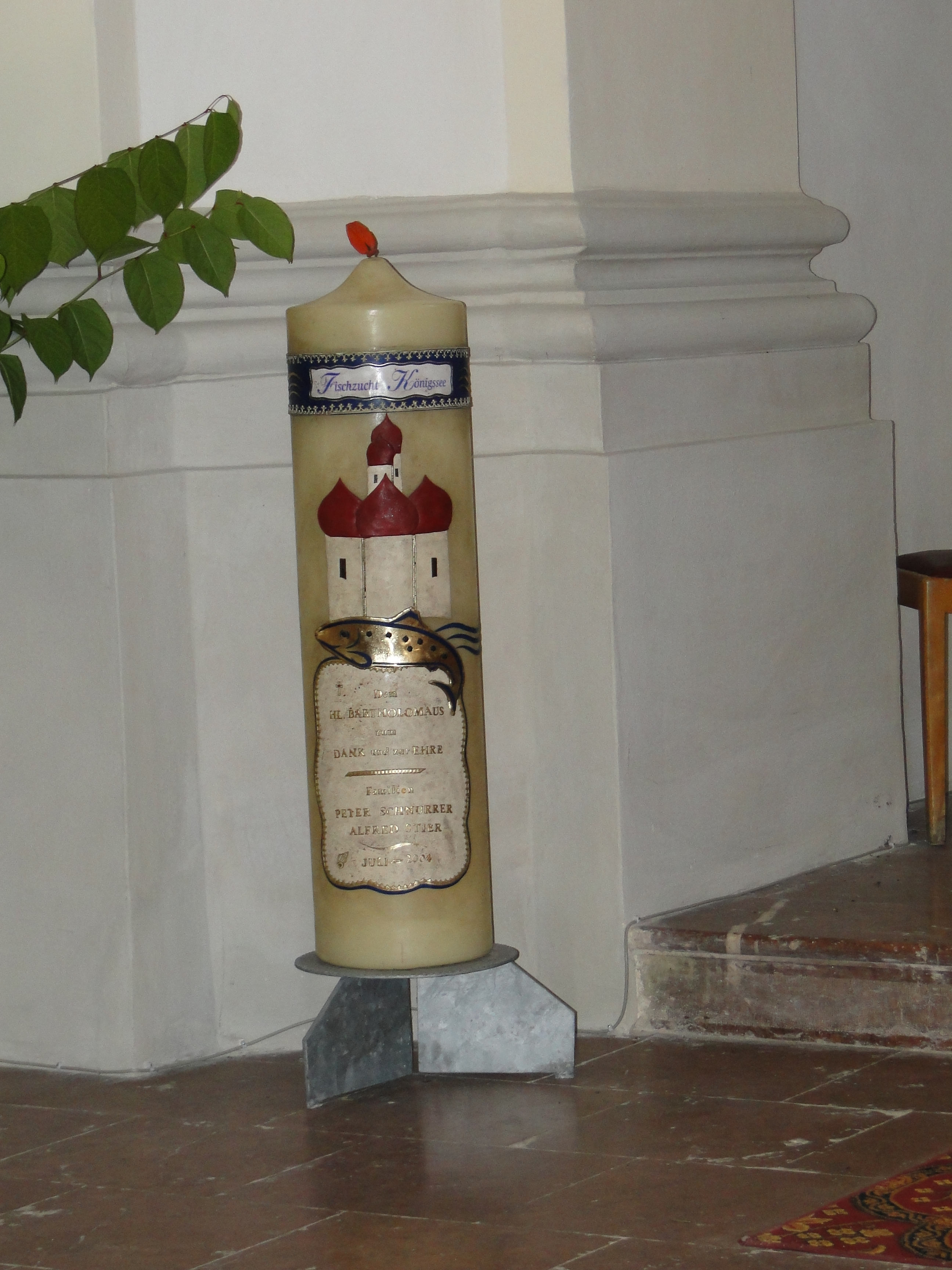
Cero pasquale
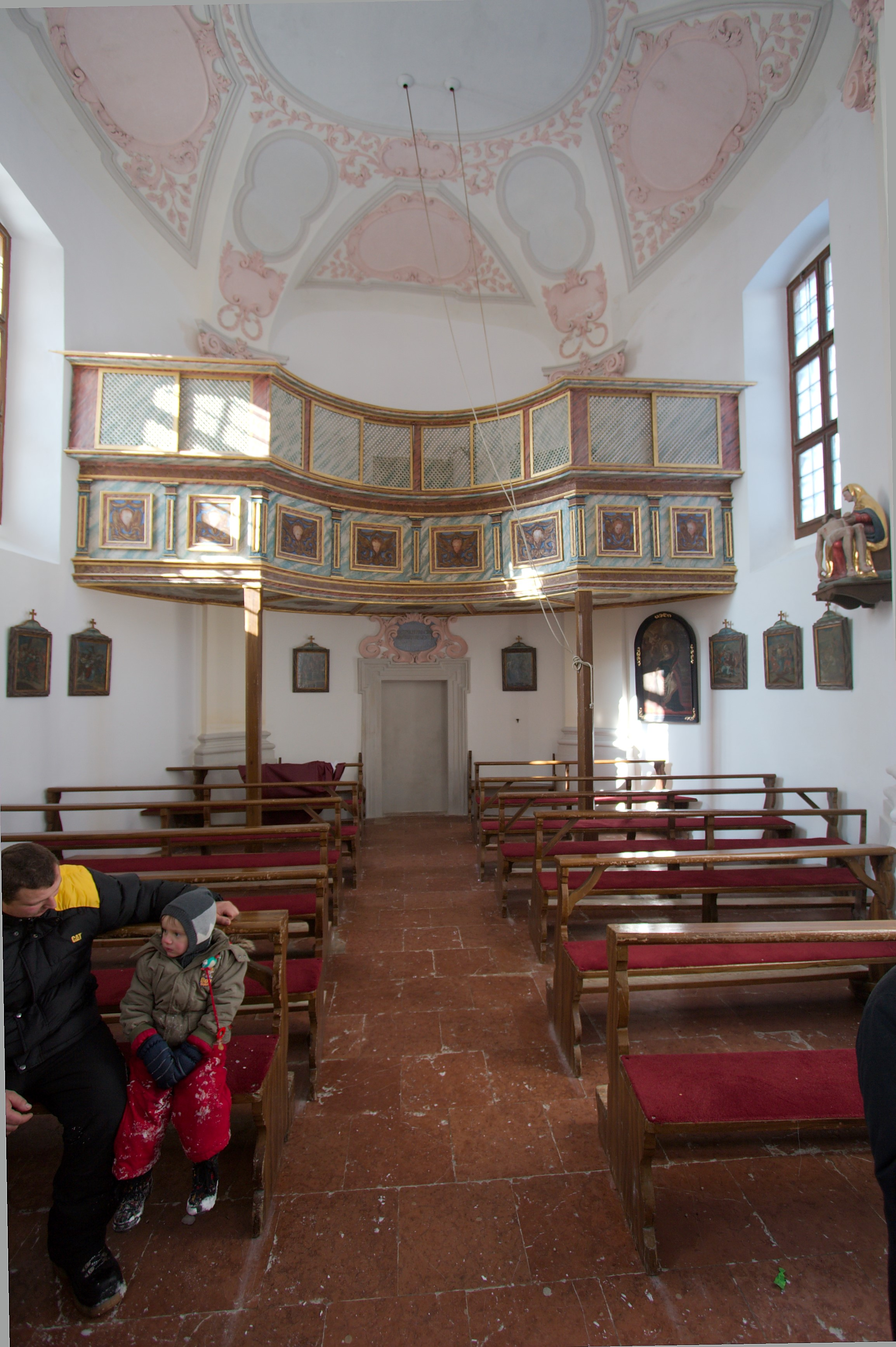
Controfacciata
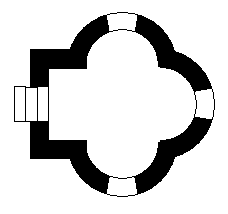
Pianta di un'abside a tre concavità